# José Gómez Ortega (torero)
José Gómez Ortega, conocido como Gallito III, más tarde también como Joselito o Joselito el Gallo  (Gelves, Sevilla; 8 de mayo de 1895-Talavera de la Reina, 16 de mayo de 1920) fue un Torero español, de etnia gitana por parte de su madre, Gabriela Ortega Feria. Es conocido por aportar las modificaciones de la tauromaquia moderna, sentar las bases de la selección de los toros en las ganaderías bravas y promover la construcción de las plazas de toros monumentales.
Niño prodigio del toreo, lidiaba reses a los seis años. En la actualidad, es considerado como el torero más completo y dominador de la historia de la tauromaquia. Protagonizó junto a Juan Belmonte, con el que mantuvo una rivalidad y al mismo tiempo una amistad entrañable, la llamada Edad de Oro del toreo durante la década de 1910. Su muerte prematura e inesperada en la plaza de toros de Talavera, en la cúspide de su carrera profesional, no hizo sino engrosar su leyenda como maestro de la vieja lidia y transición definitiva hacia el toreo moderno.

## Biografía

### Primeros años
Hijo del torero Fernando Gómez el Gallo  y hermano de otros dos toreros (Rafael y Fernando), perteneció a la dinastía taurina andaluza de los Gallo. Fue cuñado del torero y dramaturgo Ignacio Sánchez Mejías.
Nació el 8 de mayo de 1895 en la Huerta de El Algarrobo (Gelves, Sevilla), y fue bautizado como José Miguel Isidro del Sagrado Corazón de Jesús Gómez Ortega. Se quedó huérfano de padre con apenas dos años, razón por la que la familia Gómez Ortega se mudó a Sevilla, donde Joselito inició su etapa escolar. Frecuentó la finca La barqueta, propiedad del doctor sevillano José Sánchez Mejías —padre del torero Ignacio Sánchez Mejías—, donde dio los primeros pasos taurinos practicando con ganado manso y asistió con asiduidad a la Alameda de Hércules, punto de encuentro y «escuela taurina», al aire libre, donde los chicos practicaban las suertes taurinas. Fue considerado en su época un niño prodigio del toreo.
La primera vez que toreó una becerra fue a los ocho años en la finca de Valentín Collantes. A partir de ese momento fue asiduo en los tentaderos de Miura junto con su hermano Rafael. Con doce años estoqueó un eral y se le impidió estoquear otro por considerarse muy desarrollado para la edad de Joselito.
Gregorio Corrochano, crítico y ensayista taurino, comentó sobre la temprana afición taurina de Joselito:

«Déjale a tu hermanillo que la toree de muleta". El chiquillo, que estaba impaciente por salir, "sin vacilar se fue con la mano izquierda; la becerra le achuchaba mucho, se defendía y apenas se dejaba torear. Rafael le dijo: «José, ¿no ves que achucha por el izquierdo? Toréala con la derecha.» «¿Con la derecha? —exclamó extrañado José—. Anda, toréala tú.» Y dió la muleta a su hermano. Salió Rafael el Gallo con la muleta en la mano derecha, y al dar el primer pase, se le coló y le derribó". Le pidieron al hermanillo cómo conocía el peligro por el lado derecho, y lo explicó: "Pues porque desde que salió hizo cosas de estar toreada. No pueden haberla toreado más que en el herradero, y como los muchachos que torean al herrar las becerritas torean con la derecha, comprendí que al achuchar por el lado izquierdo, por el derecho no se podía ni tocar. Y ya lo han visto ustedes". Cayeron en la cuenta de que tenía razón, y desde entonces don Eduardo Miura añadía tras contarlo: "Parece que le ha parido una vaca».

Debutó como profesional a los doce años, el 13 de junio de 1908, en Jerez de la Frontera, con la cuadrilla juvenil de niños sevillanos en la que también estaba José Gárate Hernández Limeño. Se lidiaron becerros del ganadero Cayetano de la Riva, junto con José Puerta y José Gárate. Vistió un traje de luces verde y negro. De inmediato impactó por su estilo, la capacidad de manejo de las dificultades de la lidia y su capacidad de entender las características de los toros que le correspondieron lidiar. Fue contratado para lidiar en Portugal junto José Gárate Hernández Limeño, donde acabó gestionando la administración económica de su cuadrilla con catorce años. De regreso a España, se anunció con Limeño en las plazas de Cádiz, Jerez de la Frontera, Sevilla y Málaga.
Su trayectoria de novillero fue dinámica y rápida. En 1910 actuó en treinta y siete becerradas, y en 1911 lidió treinta. El 14 de mayo de 1911, por resultar herido Limeño en Écija, lidió en solitario seis novillos del hierro de Felipe Salas en la plaza de toros de Cádiz, saliendo a hombros de la plaza. El 24 de octubre del mismo año estoqueó a puerta cerrada en la Maestranza de Sevilla un toro cinqueño.

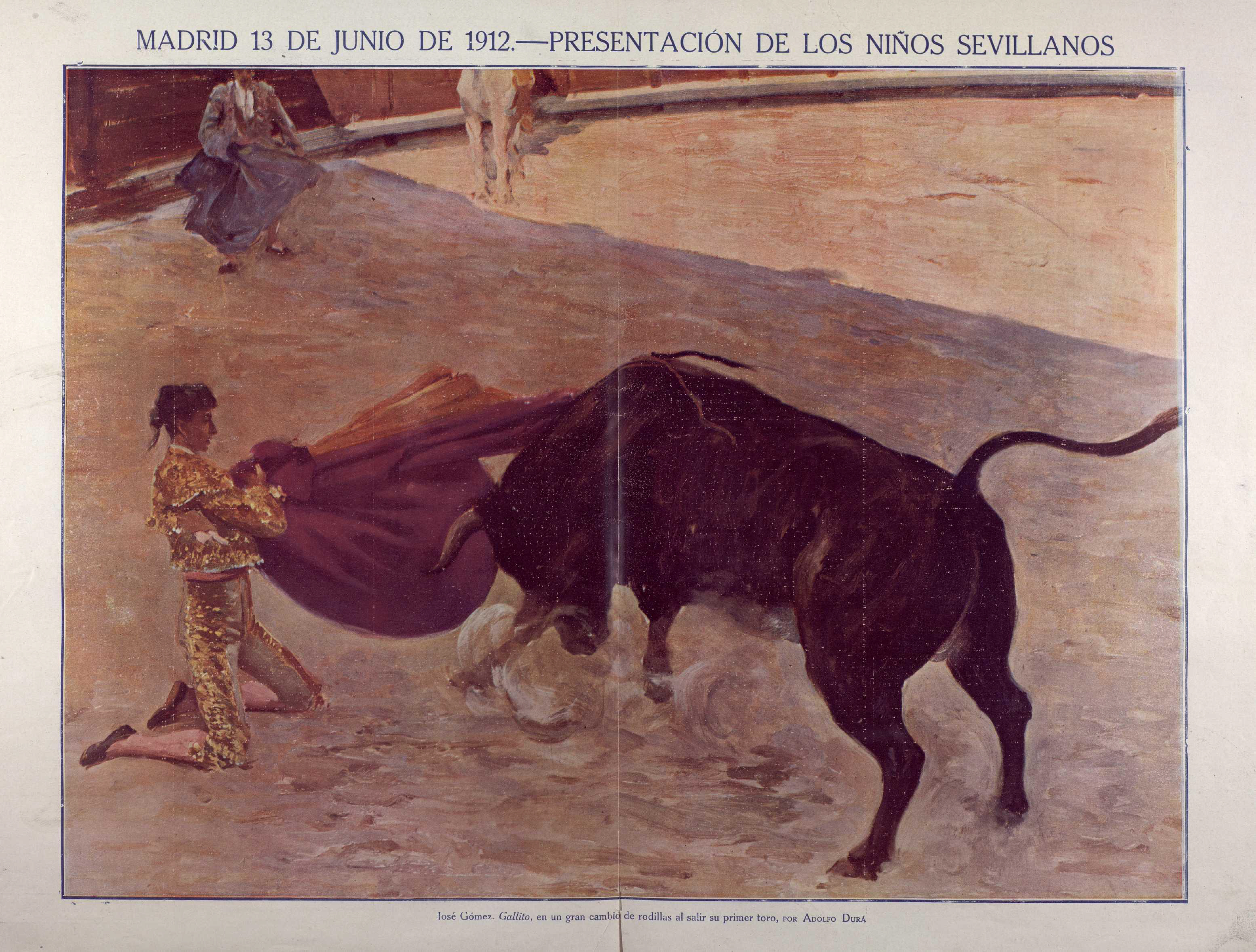
José Gómez Ortega el 13 de junio de 1912 en Madrid

El 13 de junio de 1912, debutó en Madrid en la plaza de la carretera de Aragón —conocida como la plaza de la Fuente del Berro— anunciándose como la Cuadrilla de Jóvenes Sevillanos, como Gallito chico, también usado por su hermano Rafael. Joselito se negó a torear los novillos de su lote, propiedad del duque de Tovar, por considerarlos pequeños e inadecuados para su debut en la plaza madrileña, insistiendo a la empresa para que le dejaran torear una corrida de toros y no de novillos, de la ganadería de Olea, que también estaba en los corrales. La decisión firme e irrevocable del joven torero le llevó a obtener la aceptación del público en su presentación que lo consagró como figura del toreo. Realizó catorce paseíllos más en la capital española. Diez días después, el 23 de junio, repitió actitud en Sevilla en un mano a mano con José Gárate Hernández Limeño, con novillos de la ganadería de Moreno Santamaría.
Torero largo en su trazo, dominador de todas las i de la lidia, se le consideraba muy capaz con el capote, facultad esta última que continuó mejorando a lo largo de su carrera. En la enciclopedia de Cossío se le describe como un banderillero con facultades únicas, superior en el enfrentamiento entre toro y torero y muy efectivo en la suerte suprema.

### Juventud y madurez
Toma la alternativa con 17 años el 28 de septiembre de 1912 de manos de su hermano Rafael Gómez El Gallo, a quien también llamaron el Divino Calvo. El toro del doctorado se llamó Caballero y pertenecía al hierro de Moreno Santamaría. Confirmó la alternativa en Madrid, ese mismo año, el 1 de octubre, unos días después, donde también su hermano Rafael le cedió los trastos para estoquear al burel de nombre Ciervo, de la ganadería del duque de Veragua, un ejemplar de pinta jabonero claro, bien armado de cornamenta y con testuz rizada. El 5 de junio de 1913 cortó la primera oreja en Madrid, siendo los únicos espadas anteriores en lograr dicho triunfo Chicorro, Bombita, Machaquito, Vicente Pastor y su hermano Rafael el Gallo.
Ya de matador de toros empezaron a surgir las competencias con Ricardo Torres Bombita, Machaquito, Vicente Pastor, en cierta forma con su hermano Rafael el Gallo y posteriormente con Rodolfo Gaona, el Califa de León (de León de los Aldamas, México)  y, la más conocida, la surgida a partir del 21 de abril de 1914 con su paisano Juan Belmonte García El Pasmo de Triana, rivalidad que se trasladó a la afición. Junto a esos dos últimos, de diferentes estilos, formaron una tríada que acaparó la atención popular durante varios años.
Respecto a la rivalidad mantenida entre Joselito y Belmonte, esta duró desde 1914 hasta 1920, protagonizando lo que años después la crítica taurina, por iniciativa de Gregorio Corrochano, denominó Edad de Oro del Toreo, cuya terna, según el periodista y comentarista taurino del semanario El Ruedo Julio Fuertes —Juan León—, fueron los diestros Rodolfo Gaona, José Gómez Ortega Gallito y Juan Belmonte, quienes formaron carteles con gran atracción para el público siendo las máximas figuras del toreo de la época.
En su intensa trayectoria Joselito realizó una serie de faenas a toros considerados célebres y que forman parte de las lecciones del buen torear, como el toro Almendrito de la ganadería Santa Coloma en Sevilla, o la faena a Napoleón.
El 30 de septiembre de 1915, en una de las muchas encerronas en solitario que protagonizó, se le concedió, por vez primera en la Real Maestranza de Sevilla, la oreja del toro Cantinero, de la ganadería de Santa Coloma. Este reconocimiento, que también quería premiar su actuación en los encierros de Miura y Murube, supuso la ruptura de la prohibición de cortar orejas en esa plaza de toros.
La prueba de su extremada madurez, ya a los veinte años, está en las seis encerronas que asumió en 1915, matando los seis toros: en la plaza de Málaga el 3 de junio, con ganado de Medina Garvey; en la de Andújar el 4 de julio, con Murube; San Sebastián el 22 de agosto, con reses de Santa Coloma; en Almagro el 24 de agosto, de nuevo con Murube; Sevilla 30 de septiembre, de nuevo Santa Coloma; y la de Valencia en octubre, con los Miura.
Fue el primer diestro de la historia en superar la barrera de los cien festejos por temporada, logrados en las de los años 1915, 1916 y 1917, con 102, 105 y 103 festejos estoqueados respectivamente.
La temporada de 1918 arrancó con un hecho insólito, pues en la antigua plaza de toros de Madrid concedió, actuando como padrino, una alternativa doble, a los diestros Manuel Varé García Varelito y Domingo González Mateos Dominguín. El 6 de junio de 1918, toreó en la inauguración de la plaza la Monumental de Sevilla, que sería conocida por sus incondicionales por el patio de su casa.
Bajó un poco su actividad en 1918 debido a una cornada que le infirió un toro en el mes de mayo en la plaza de Zaragoza, que le impidió presentarse en seis corridas de toros; recayó enfermo en el mes de agosto por esta misma causa en San Sebastián, tardando en sanar; y a estas circunstancias se unió la suspensión de diferentes festejos a causa de la gripe española de 1918.

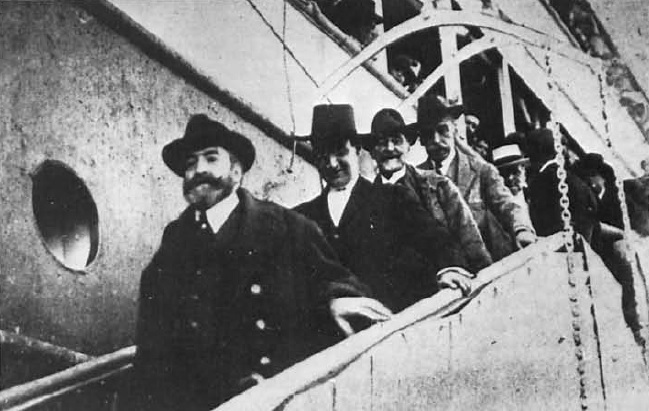
Descendiendo del barco que le condujo al Puerto de Cádiz, tras la campaña en América durante el invierno de 1919-1920.

La temporada 1919-1920 fue la única en la que el torero estuvo en América: en diciembre de 1919 lidió su primera tarde en Lima. En todo el tiempo que permaneció allí hizo el paseíllo hasta en nueve ocasiones y, en una décima en la que se encerró con seis toros de El Olivar el 8 de febrero de 1920 en beneficio propio, cortó cinco orejas y un rabo y supuso su última corrida en América.
La temporada española de 1920, en la que toreó 23 tardes, la inició en la Real Maestranza el 4 de abril. En total durante esta corta temporada hizo el paseíllo en la Maestranza hasta en seis ocasiones. Después fue a Madrid, en una de las pocas tardes de su carrera en que no tuvo suerte con los astados, aunque en otra de sus dos tardes acartelado cortó una oreja y más adelante toreó en la Monumental de Barcelona, saliendo por la puerta grande tras cortar dos orejas. Esta temporada tenía firmados 96 contratos, pero la mayoría no se llegaron a realizar.

## Aproximación a su tauromaquia

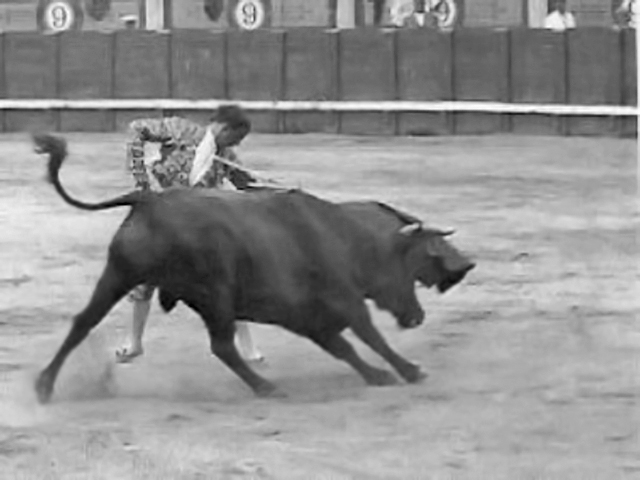
Joselito dando un pase natural, de forma muy moderna, toreando ya en redondo.

La tauromaquia de Joselito el Gallo está ampliamente desarrollada por diferentes historiadores y críticos taurinos como José Mª de Cossío, José Alameda, Fernando Claramunt, Gregorio Corrochano o Paco Aguado, entre muchos otros autores.
Joselito en su tauromaquia fue un torero dominador en la lidia, vertebrador y epicentro de una época taurina, la Edad de Oro, desde sus inicios en los ruedos. Diestro que ha supuesto un antes y un después en la tauromaquia moderna, demostrando su afición y vocación por la profesión torera en torno a la cual articuló su vida. El arte de Joselito se fue perfilando y depurando con el paso del tiempo, un arte y una técnica que estuvieron ligados a la perfección estilística de Belmonte, de la cual recibió también influencia.
Dominador eficaz en el manejo del capote desde becerrista, manejó con soltura el toreo a la verónica, suerte que practicó durante años hasta hallar su sello de identidad en 1916; la larga cambiada —lance realizado de rodillas—, habitual en su repertorio y en la tradición de los toreros de la dinastía familiar; o los recortes con el capote al brazo, los quites, y otros lances con la capa formaron parte del amplio y variado repertorio del torero sevillano, que innovaba improvisando algunas suertes, y llegaba a límites no alcanzados en otras épocas.
En el manejo de muleta impuso su concepto de tauromaquia adaptándose a las diferentes condiciones del toro hasta imponerse a él. Con preferencia del toreo al natural en redondo, solía emplear la ayuda del estoque para abrir la muleta. Esta práctica fue criticada por los aficionados en la plaza de Santander en 1915, pero el torero replicaba prodigando pases de muleta al natural con la perfección técnica que luego ya mantuvo hasta su fallecimiento. Junto a los naturales, Joselito incorporó a su repertorio de muleta el trasteo por delante, útil en aquellos toros que se defendían y manseaban en el ruedo. Con el estoque no fue un matador de toros de estilo depurado, aunque sí ejecutó la suerte suprema en muchos casos de forma intachable y eficiente con rapidez y seguridad, sobre todo en la forma de entrar a matar al volapié y recibiendo. En la plaza se mostró un espada que sabía imponer la disciplina en su cuadrilla, así como también supo aprovechar las cualidades de sus subalternos.
Un punto de vista más analítico lo propone el crítico taurino Gregorio Corrochano, en el ensayo ¿Qué es torear? Introducción a la tauromaquia de Joselito, publicado justo diez años después del Cossío.
Sobre el conocimiento de las reses, Corrochano manifiesta el poder de Joselito para intuir las características y la forma en la que estas deben abordarse durante la lidia, adoptando para cada toro la particularmente adecuada. El autor pone como ejemplo una faena realizada por el diestro a un toro de Miura en Sevilla que se negaba a acudir al caballo en el tercio de varas:

No entraba al caballo, se quitaba el palo, y él mismo se encargó de colocarle en suerte una y otra vez, animando a su picador. "Vamos, Camero", hasta que este "le agarró en la pelota del morrillo, un poco delantero, que es como se sujeta la cabeza de los toros, y se les hace humillar [...], y en el último quite José le dejó el capote en la cara a ver qué hacía el toro, y vió que alargaba la cabeza, derrotó con menos violencia; el toro había cambiado. [...] Los primeros pases fueron de gran emoción; el toro estaba bronco y tiró dos o tres tarascadas muy peligrosas. Pero el torero le dobló con ayudados por bajo cargándole la suerte, sin quitarle la muleta de los ojos, y sin dejársela coger, haciéndole un ovillo y aguantando la tarascada en la rodilla un poco doblada; el toro jadeaba asfixiado por aquellos pases de castigo y se entregó. [...] Ya estaba el toro ahormado [...], ya se le pudo torear de ese modo más vistoso, más liviano, más artístico".
Gregorio Cornacho —¿Qué es torear? Introducción a la tauromaquia de Joselito—

Joselito hizo hincapié en la necesidad e importancia del conocimiento de las querencias del toro y de los cambios que pudieran producirse en la conducta de los mismos durante la lidia, sobre todo en los resabiados.
La competencia entre Gallito y Belmonte fue en los ruedos (pues fuera de ellos se trataban amistosamente, con mutua admiración), y se debió a las diferentes formas de interpretar el toreo: una racional, la de Joselito, y la otra más apasionada, la de Belmonte. Si bien Gallito asombraba por su maestría, por su extensión o por su dominio en la lidia, el estilo de Belmonte fue todo lo contrario, inquietaba por lo inexplicable, lo imposible. Pero ambos conceptos no permanecieron aislados, sino que empezaron cediéndose y comprendiéndose para acabar por fundirse, sin perder ninguno de los dos su personalidad, sin parecerse. Por eso sus respectivos partidarios polemizaban en los tendidos.
En la suerte de varas mostró certeza, ordenando que se administraran los puyazos según las condiciones del astado, para ahormarle o para conservar sus facultades, evitando capotazos innecesarios, o actuaciones excesivas del picador, como la barrena, y asumiendo el quite del caballo en el momento adecuado.
En cuanto a su labor como banderillero, Corrochano expone previamente las cualidades de Guerrita, que demostró un gran habilidad en el desarrollo de la suerte, y también de Fuentes, maestro en colocar los pares de frente andando. Si Joselito no asumía los garapullos, durante la suerte observaba los cambios del toro con precisión, y sus banderilleros de confianza tenían que evitar que el toro cogiera resabios. Colocaba pares al sesgo en terrenos comprometidos con toros aquerenciados en tablas, y para evitar el resabio del toro, banderilleaba por ambos lados; y tras el último par, evitaba los capotazos de sus subalternos, salvo en toros de sentido.
Respecto al temple, fue Belmonte quien dominó más toros haciendo que embistiesen con suavidad la muleta; esto definió su estilo. En esta regla básica del toreo moderno Joselito, como ha expuesto Corrochano, fue asimilando la técnica del rival. Por eso llega también a decir Cossío que Joselito, en los últimos años de su vida, emuló a Juan toreando con temple.
En cuanto al pase natural, Corrochano parte de las Tauromaquias antiguas sobre el pase regular, y cómo lo transformó Cayetano Sanz, a pies juntos, y describe el modo ideal de darlo cargando la suerte y rematando con el de pecho. Entonces evoca a Gallito y Belmonte, quienes nunca ligaron más de cinco pases naturales seguidos. Por excepción, una tarde dio Gallito siete pases naturales a un toro de Gamero Cívico. Insistió en la importancia de ligarlos bien sin romper la continuidad, ni interrumpir el toreo, por ser lo eficaz, lo difícil, lo peligroso y lo torero.
En el toreo por bajo Joselito, en los toros difíciles —broncos, con poder, recelosos, de cabeza descompuesta, probones, de sentido— solía mandar a Blanquet su peón de confianza, y antes a Sánchez Mejías a que le dieran unos capotazos, para probar el estado del toro, y realizar después la faena de muleta una vez visto que el toro metía la cabeza en la muleta.
Joselito el año que Belmonte se quedó en América, se vio solo, sin competencia, y fue su peor año, ya que su toreo no vibraba pues le faltaba el aliciente de competir con Belmonte.

## Muerte

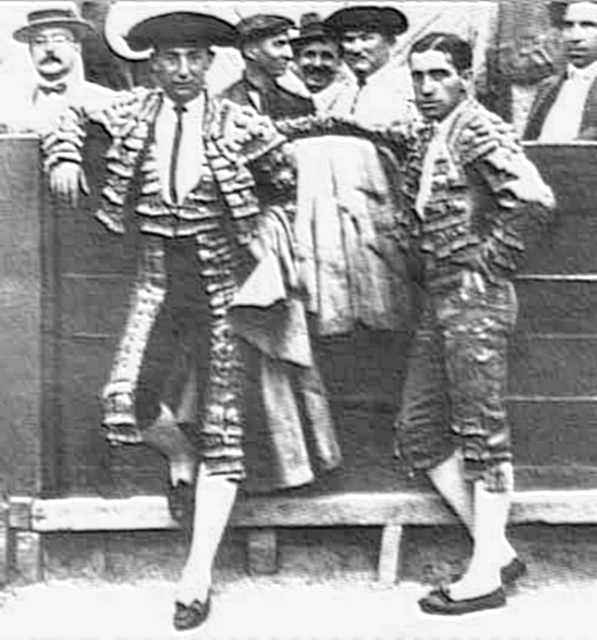
Joselito (a la izquierda, con montera) posa junto a Belmonte, en la Plaza de Murcia en abril de 1920.

La tarde del 16 de mayo de 1920 no figuraba Joselito en la programación de Talavera de la Reina. Tras barajarse varias posibilidades, sobre la base de que toreara Ignacio Sánchez Mejías, el que parecía último cartel lo integraban Rafael Gómez El Gallo, Ignacio Sánchez Mejías y Matías Lara Merino Larita. Joselito, enojado por lo que consideraba un trato ingrato por parte de la afición madrileña, tenía que torear ese mismo día en Madrid, pero «dio toda clase de facilidades para el nuevo abono, a cambio del favor de que le dejaran venir a Talavera». Otras razones para acudir a la plaza fueron que la había inaugurado su padre el 29 de septiembre de 1890, y por su memoria realizó el brindis. Fue, pues, incluido a última hora para el festejo, finalmente mano a mano con su cuñado Ignacio Sánchez Mejías, en una corrida propiciada por la relación con su amigo Gregorio Corrochano, en la que intervinieron además varios empresarios. Los aficionados talaveranos no creyeron hasta el último momento que la figura cumbre del toreo fuera a torear a su pequeña plaza. 

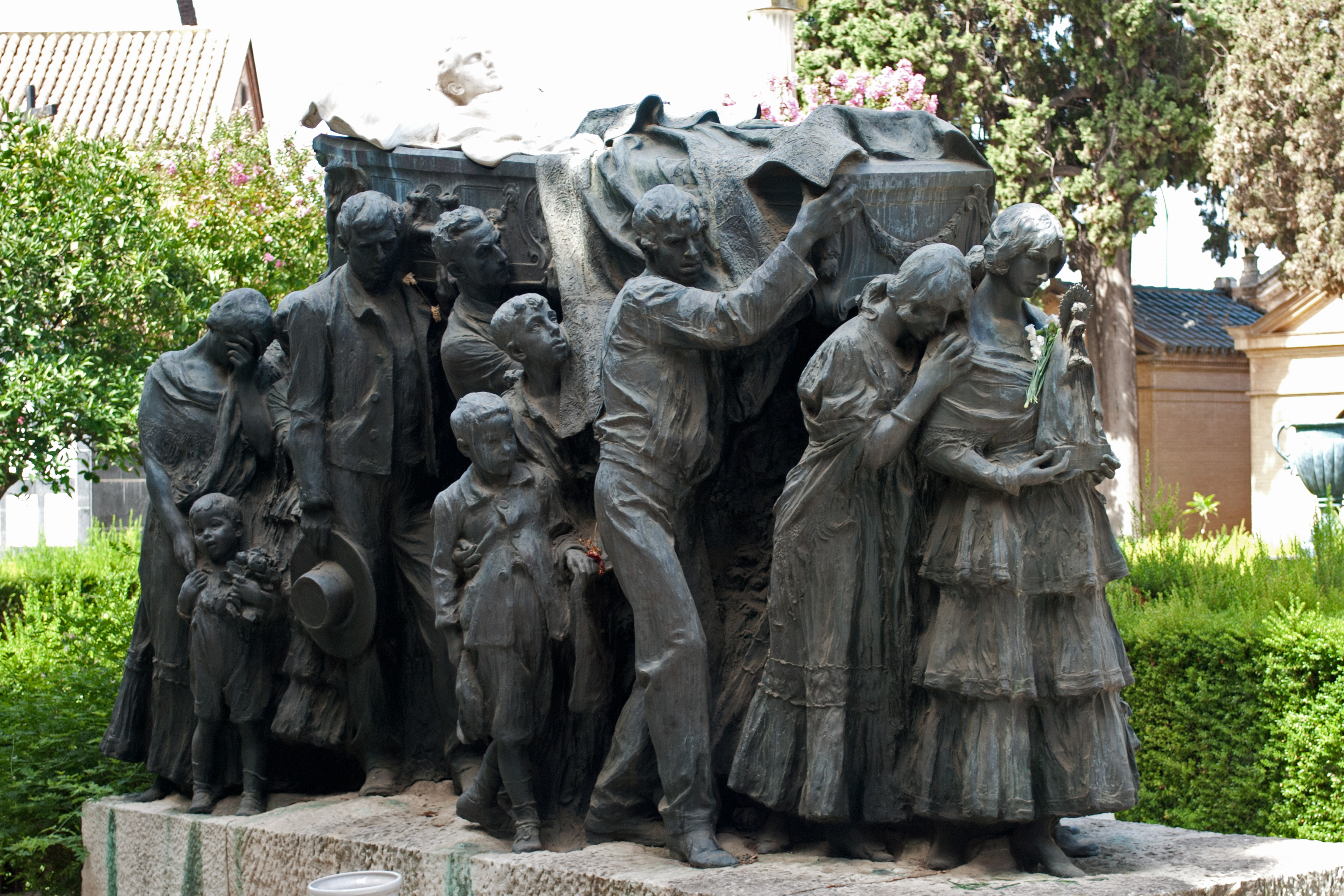
Conjunto escultórico del mausoleo de Joselito en el Cementerio de San Fernando de Sevilla

El quinto toro, de nombre Bailador, era un animal pequeño, cornicorto y burriciego —solo veía de lejos—, perteneciente a la ganadería de la señora Viuda de Ortega. Mató a todos los caballos que había para el tercio de varas. Luego, tras refugiarse en las tablas, de donde Joselito lo iba sacando con pases a tirones, se le arrancó inesperadamente, cogiéndolo de lleno por el muslo derecho, y en el aire le dio una cornada seca y certera en el bajo vientre. La cornada le produjo la muerte, pese a los esfuerzos de los cinco médicos que intentaban sacarle del colapso. La relevancia de la noticia quedó ilustrada en el pésame que envió el torero cordobés, ya retirado, Rafael Guerra Guerrita a su hermano Rafael Gómez El Gallo: «Impresionadísimo y con verdadero sentimiento te envío mi más sentido pésame. ¡Se acabaron los toros!». La imagen de Nuestra Señora de la Esperanza Macarena vistió de luto por su muerte, por primera y única vez en su historia. Muñoz Seca le dedicó unas quintillas ese mismo año, que menciona Cossío en su obra y que se convirtieron en un pasodoble.
Joselito fue enterrado en el Cementerio de San Fernando de Sevilla, donde tiene un mausoleo financiado por suscripción popular y realizado por el escultor valenciano Mariano Benlliure. La Filmoteca Española conserva un fondo audiovisual del multitudinario entierro de Joselito junto con algunos fragmentos de las faenas del torero.
Todos los 16 de mayo, en todas las plazas de toros donde se celebre una corrida de toros se guarda un minuto de silencio o las cuadrillas hacen el paseíllo desmonterados —con la montera en la mano— en recuerdo a la muerte de Joselito.
En la plaza de toros de La Caprichosa, en Talavera de la Reina, se abre plaza al compás de los acordes del pasodoble Gallito, en honor al torero sevillano. El pasodoble en realidad fue compuesto en honor a su hermano mayor Fernando Gómez Ortega, Gallito Chico, y estrenado en 1904.

## Centenario de su muerte
El 16 de mayo de 2020 se cumplieron 100 años de su muerte en la plaza de toros de Talavera de la Reina. Por ello, y debido al peso de este torero dentro del mundo del toro, fueron varias las iniciativas que, en distintos puntos de España, se pusieron en marcha como recuerdo y homenaje; si bien, algunas de ellas se vieron modificadas o aplazadas debido a la pandemia mundial de la enfermedad COVID-19. Algunos de esos actos fueron:
- En el Puerto de Santa María, la concejalía de Plaza de Toros elaboró un conjunto de actos en torno a su figura, recordando la frase célebre que pronunció el torero relativa al municipio: «quien no ha visto toros en El Puerto no sabe lo que es un día de toros».[90][91]
- En Talavera de la Reina, la concejalía de Promoción Cultural y el Club Taurino Talaverano elaboraron un programa de actos y acciones destinados a promover la divulgación cultural de la figura del torero.[92]
- En Madrid, el gobierno autonómico confeccionó una programación cultural en la que se organizaron conferencias, mesas redondas y proyecciones cuyo objetivo era ahondar en la figura de Joselito y su influencia en la tauromaquia y en la sociedad de la primera mitad del siglo XX.[93] Como acto a destacar, cabe hacer referencia a la exposición titulada «Año Gallito» ubicada en la Sala Antonio Bienvenida de la plaza de toros de Las Ventas.[94]
- En Sevilla, la hermandad de la Macarena, junto a la cátedra Ignacio Sánchez Mejías de la Universidad de Sevilla, elaboró un programa cultural, con una duración anual, que incluye una serie de conferencias, actos y una exposición sobre la figura del torero.[95] Además, el Círculo Taurino de la Puerta de Carmona impulsó una iniciativa denominada Flores para José consistente en depositar flores en la puerta de la Monumental el 16 de mayo como homenaje.El Sevilla Fútbol Club, del que Joselito era socio, fue una de las instituciones que depósito flores en su honor.

- En Gelves, localidad natal del torero, se programó un calendario de actos conmemorativos de la muerte del diestro que, debido a la situación de confinamiento generada por el COVID-19 el consistorio decidió trasladar a las redes sociales.[97][98]
- El 16 de mayo, el programa Tendido cero de TV2 homenajeó al torero con una emisión de un programa especial con motivo del centenario de su muerte en el que, entre otras cosas se incluyó una entrevista a Luis Francisco Esplá.[99]
- En Olivenza, en el marco de la Feria del Toro que se organiza en la localidad, se realizó un homenaje a Joselito el Gallo por el centenario de su muerte.[100]

## Joselito en el arte

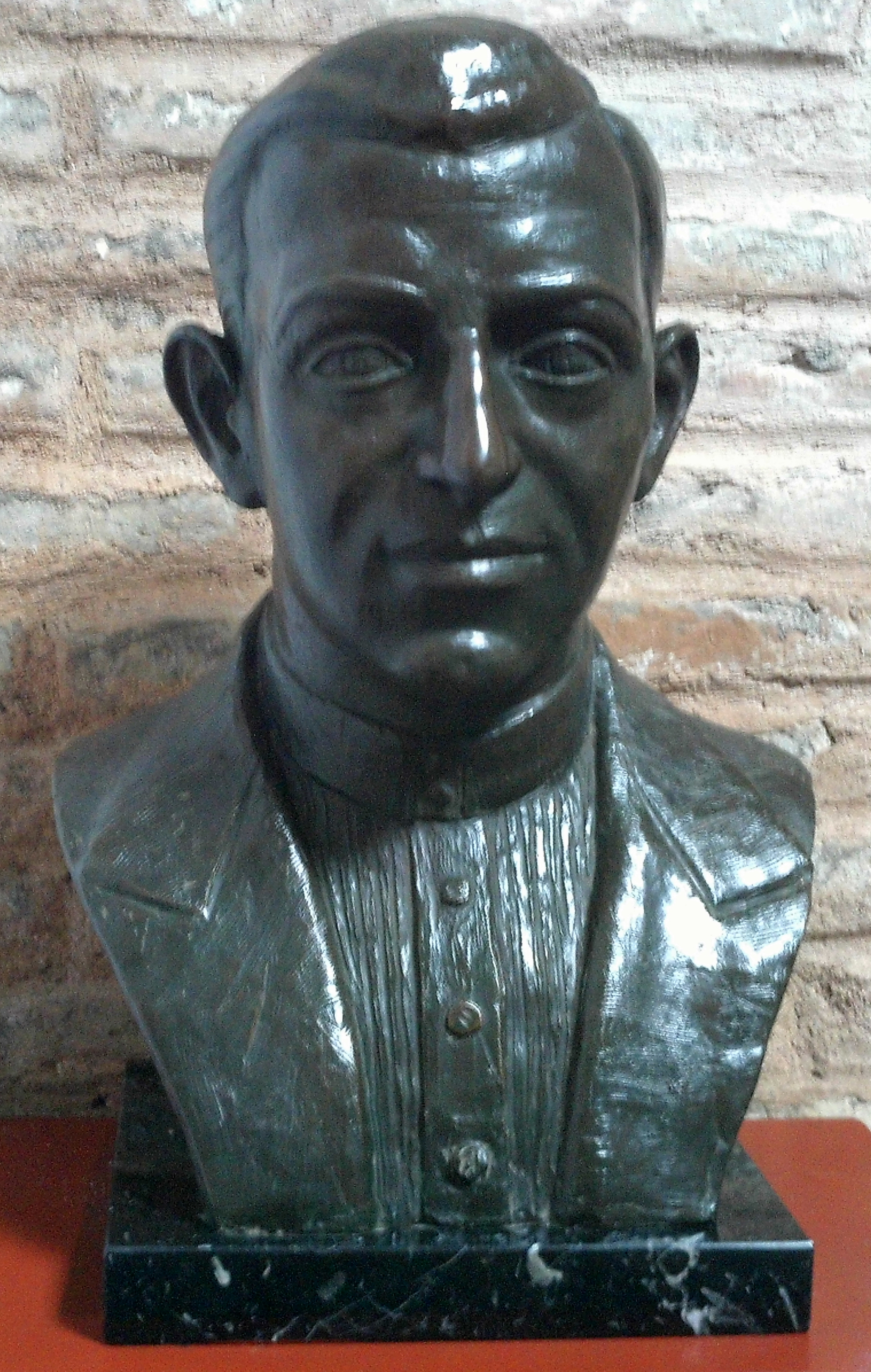
Busto de Joselito, obra de Juan Britto, en el Museo Taurino de la Plaza de toros de la Maestranza de Sevilla

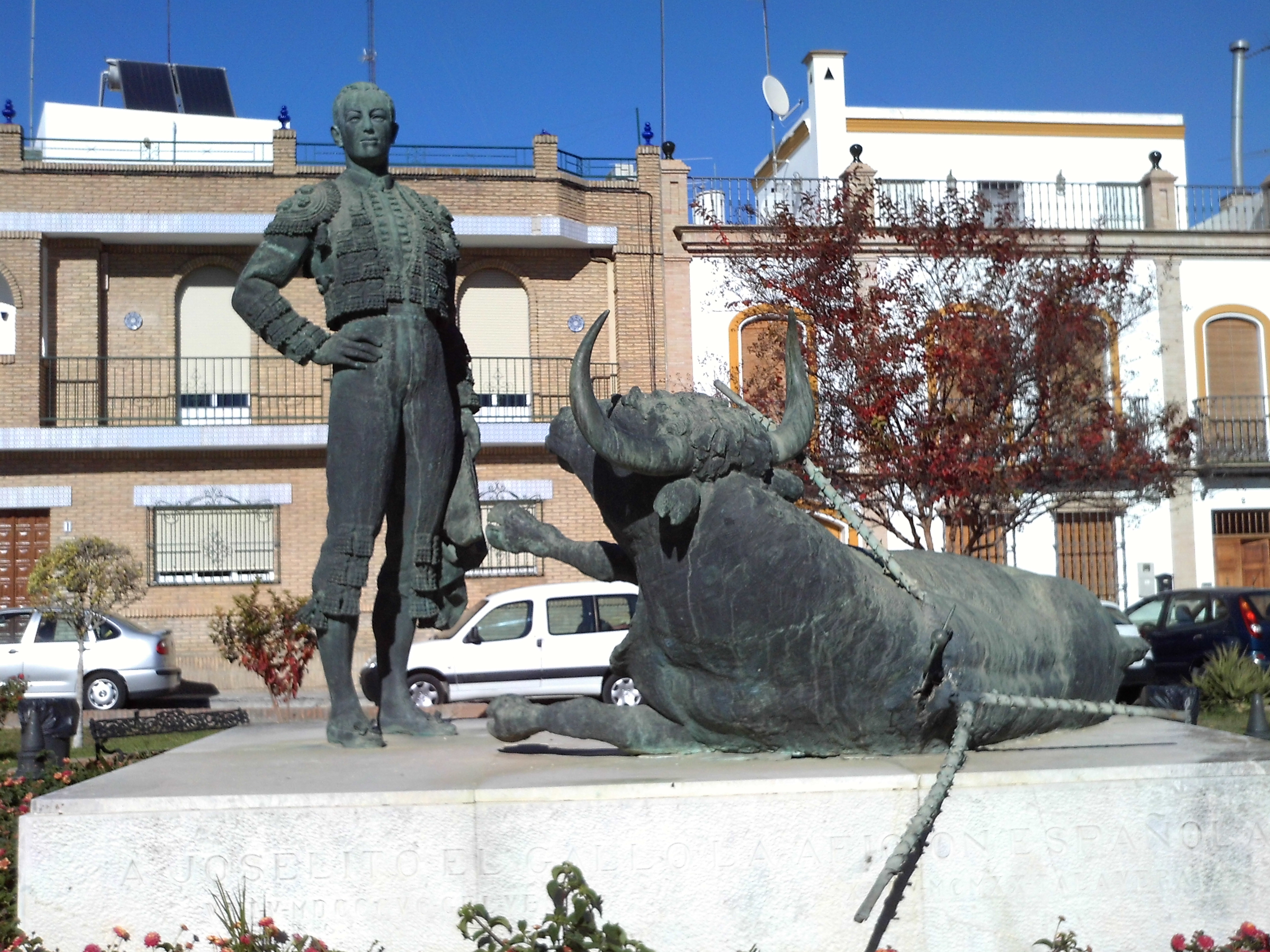
Monumento a Joselito en su Gelves natal

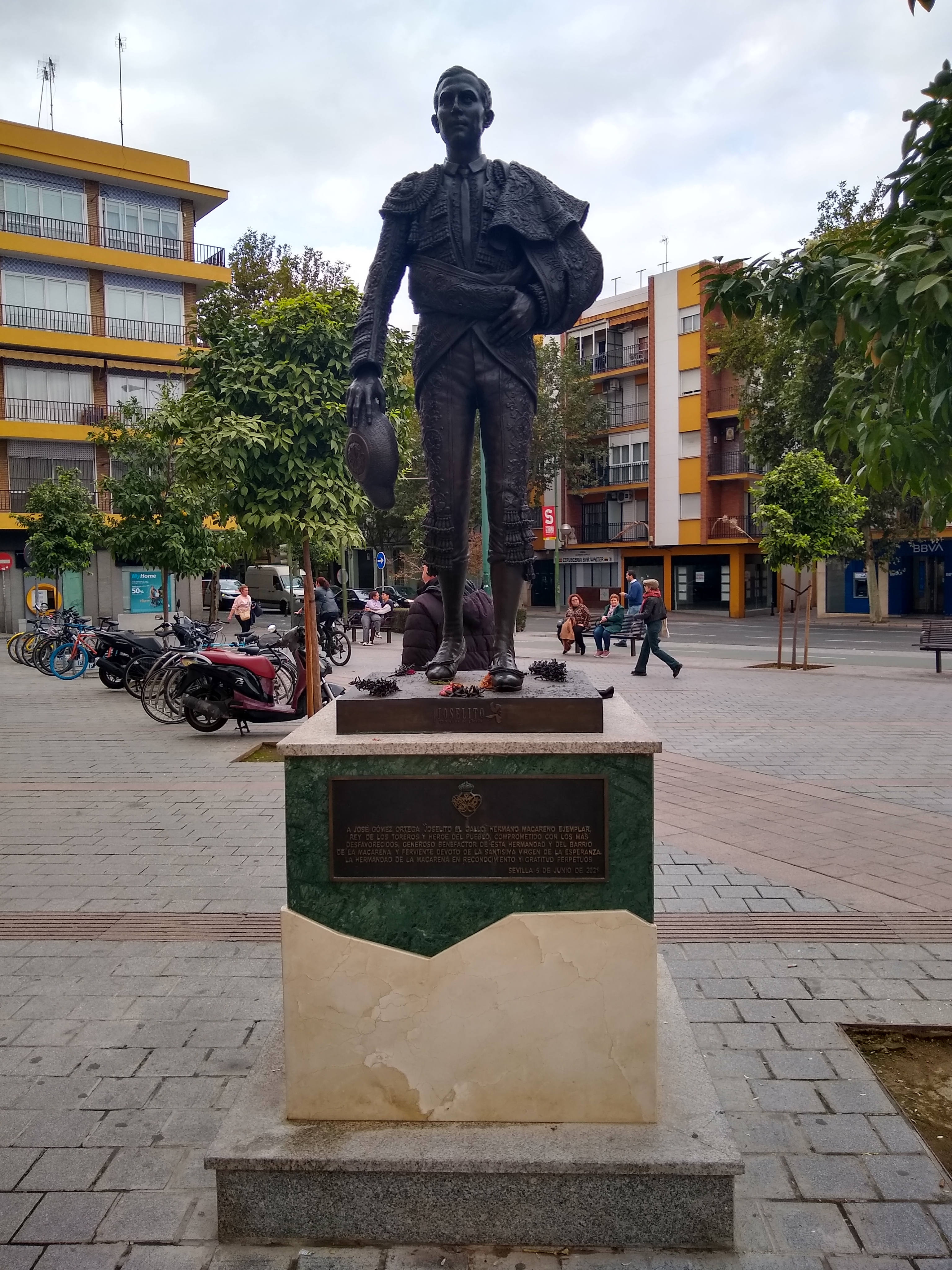
Monumento a Joselito en Sevilla

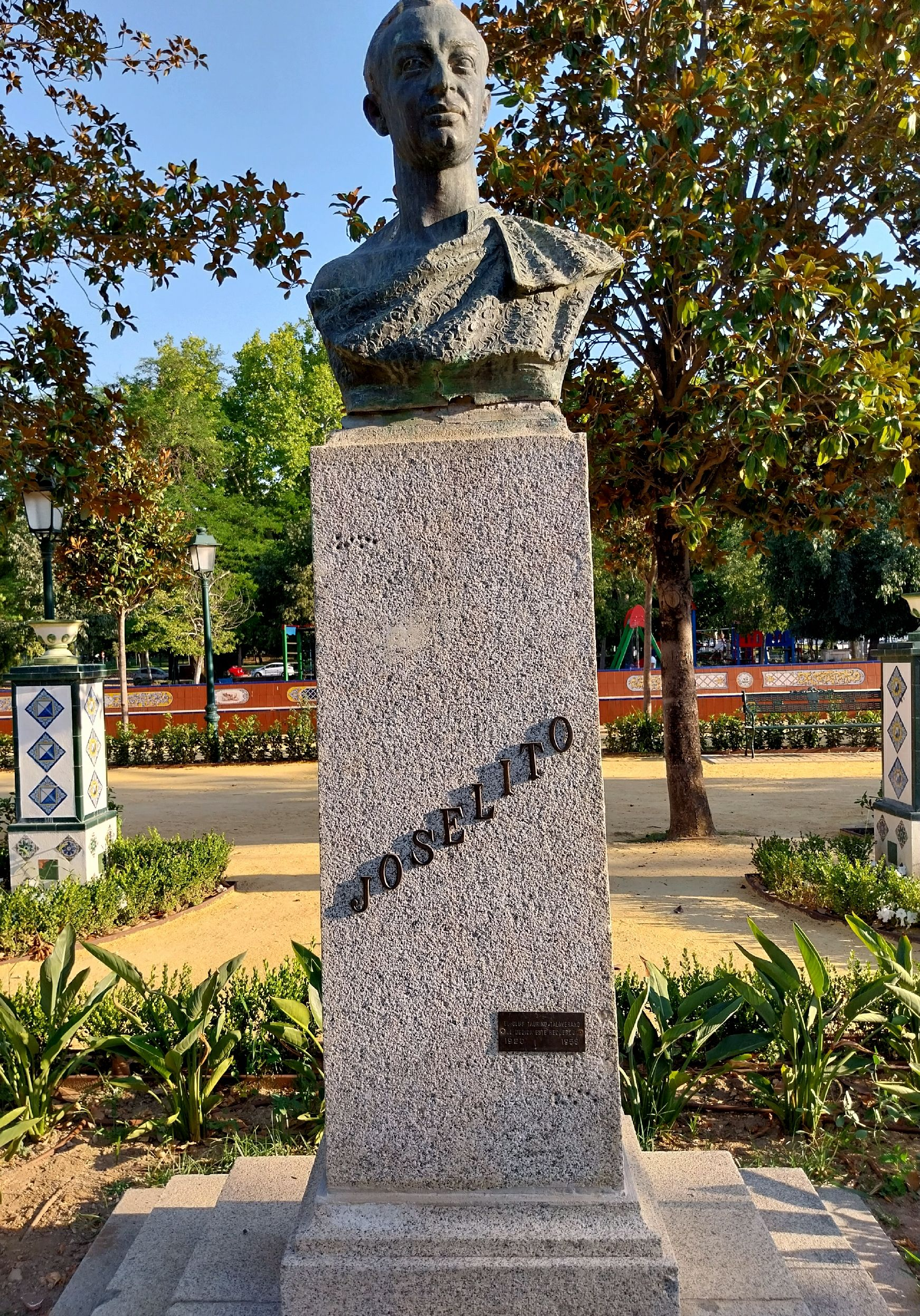
Monumento a Joselito en los Jardines del Prado de Talavera de la Reina (Toledo)

### Escultura
Daniel Vázquez Díaz realizó una serie de retratos que presentó en la Exposición de Nacional en 1915 junto con un óleo pintado en 1911 y presentado en el Salón Internacional de 1913 en París —La muerte del torero—. En esta obra representó a tamaño natural a un torero recién fallecido que reposa tendido y cubierto con un capote de paseo rodeado de mujeres y hombres desolados, momentos antes de ser trasladado al cementerio. La obra fue expuesta en dicha exposición con el título Dolor. El esquema compositivo de esta obra de Vázquez Díaz fue usado por Benlliure en el monumento funerario de Joselito diez años después. Vázquez Díaz no es seguro que llegase a pintar a Joselito, aunque en un cuadro aparece un torero que se le da cierto parecido al torero y se podría tratar de Joselito, sin embargo, sí retrató a su hermano Rafael.

### Pintura y dibujos
Diversos pintores han pintado a Joselito. Entre los más conocidos se encuentra Genaro Palau Romero, quien realizó en 1914 un óleo en el que el torero aparece vestido de corto junto con Eduardo Miura en la finca del ganadero. 
Ignacio Zuloaga lo representó de niño en otro óleo en 1903, La familia del torero gitano, obra costumbrista española que pertenece a la Sociedad Hispánica de América.
De Enrique Martín Higuero es un retrato que fue portada del número del 20 de mayo de 1943 de la revista Sol y Sombra. Este retrato fue subastado en 2011. En la misma línea Ricardo Marín Llovet realizó dibujos que fueron portada del semanario taurino La Lidia, en el periódico La Libertad y en el suplemento La Corrida. Otros dibujos realizados en carboncillo y en tinta con plumilla fueron realizados por Manuel Benedito, actualmente conservados en el Museo Taurino de Madrid; Julián Alcaraz, y Manchón. 
El cartelista y pintor Carlos Ruano Llopis realizó otro retrato del torero en 1917, que se conserva en una colección particular.
La obra Corrida de toros en la plaza de la Maestranza de Ricardo Canals representa una corrida de toros en el tercio de banderillas donde un diestro saluda al tendido. Un estudio de Blanca Ramos Romero, licenciada en historia del Arte de la Universidad Complutense de Madrid sostiene que el diestro pudiera ser Joselito. La obra fue adquirida en 1984 y pertenece a la colección de la Banca Más Sardá de Barcelona.
Joselito fue representado con Ignacio Sánchez Mejías en la obra de Manuel Iglesias Caraballo titulada Ignacio Sánchez Mejías recibe la alternativa de manos de Joselito, un óleo pintado en Jerez de la Frontera a partir de una fotografía en 1922.
La obra de Daniel Vázquez Díaz, Torero en rojo y negro, de la colección d'Ornellas (1943) en la que se observa un posado de un torero con el capote de paseo, sugiere por sus rasgos que pudiera tratarse de un retrato de Joselito que el pintor realizó como homenaje póstumo.
Otra de las obras, Joselito «el Gallo», de Roberto Domingo, en la que el diestro realiza una suerte de banderillas, fue reproducida en un número de la revista La Lidia en 1914. La obra sobre cartón se conserva en una colección particular en Guecho.

### Poesía
Entre los poetas que han escrito versos dedicados al torero se encuentran los de Gerardo Diego quien en 1926 escribió la Elegía a Joselito que fue publicada en 1928. El poeta plasma sus sentimientos por la pérdida del torero y el amigo. En 1963 la elegía y un segundo poema llamado Joselito, fueron incluidos en la La suerte o la muerte, una monografía sobre la obra del poeta a lo largo de veinte años en homenaje a la tauromaquia. José María Pemán, Fernando Villalón, Antonio y Carlos Muriciano, Felipe Cortines Murube o Montero Galvache entre otros. De Rafael Alberti es el poema incluido en El alba de alhelí.

### Tapiz
Pedro Flores García realizó un tapiz de grandes dimensiones llamado Tauromaquia en el que incluyó al torero sevillano, para lo cual realizó un importante número de bocetos de Joselito.

### Literatura
Gustavo del Barco publicó su biografía en Joselito el Gallo en 1925, y Daniel Pineda Novo también con el mismo título Joselito el Gallo en 2009.

### Música
En 1905 el compositor riojano Santiago Lope Gonzalo le escribió el pasodoble flamenco que lleva por título Gallito.
Inma Vílchez le menciona en la canción "Más taurina que el albero" en el álbum Cambio de tercio, de 2018. "... Joselito en su pureza, Gallo, el rey de los toreros".
Manuel Lombo canta Silencio por un torero en la que se describe la tristeza que embarga a Sevilla por la muerte del torero. “…y Sevilla enloquecía 
repetía a voz en grito:
Pá que quiero mi alegría!, 
Pá que quiero mi alegría, 
si se ha si se ha muerto Joselito!"
Camarón de la isla también lo menciona cantando por bulerias junto a Paco cepero, Turronero y Paco de Lucía.

## Estadísticas
Algunos datos significativos respecto a la trayectoria profesional de Gallito:
- En sus siete temporadas plenas de alternativa (sin contar la primera y la última, que fueron muy breves), toreó veintidós corridas lidiando en solitario los seis toros, estoqueando en casi todas, además, al sobrero.
- Realizó el paseíllo en 681 corridas de toros, veintiséis de ellas como único espada.[17]
- Estoqueó 1 569 toros, de los que cuarenta y tres fueron de Miura.[17]
- Lidió en Portugal veintidós toros.
- Alternó con cincuenta y dos toreros distintos:
  - Con su gran rival, Juan Belmonte, un total de doscientas cincuenta y siete tardes.
  - Con su hermano, Rafael el Gallo, ciento ochenta y cuatro tardes.
  - Con Rodolfo Gaona, ciento treinta y nueve.
  - Con Saleri, setenta y ocho.
  - Con Posada, sesenta y dos.
  - Con Vicente Pastor, cincuenta y ocho.
  - Con Fortuna, cuenta y nueve.
  - Con Sánchez Mejías, su antiguo banderillero y cuñado, treinta y seis.

- Las plazas de toros en que más toreó fueron: 
  - Madrid (81 tardes);
  - Barcelona (64);
  - Sevilla (58);
  - Valencia (49);
  - San Sebastián (29);
  - Bilbao (26);
  - Málaga (22);
  - Zaragoza (19);
  - Santander (19;
  - Valladolid (18);
  - Pamplona (18).[114]